# ديفيدسون غاريت
ديفيدسون غاريت (بالإنجليزية: Davidson Garrett)‏ هو شاعر أمريكي، ولد في 11 سبتمبر 1952.